# Ophion forticornis
Ophion forticornis är en stekelart som beskrevs av Morley 1915. Ophion forticornis ingår i släktet Ophion och familjen brokparasitsteklar. Inga underarter finns listade i Catalogue of Life.